# Mathilde Weber (Medizinerin)
Mathilde Weber, geborene Mathilde Wolters, aufgrund von Ehen auch Mathilde Muthig und Mathilde Vogtmann (* 4. Juni 1909 in Dinslaken; † 6. August 1996 in Neuhäusel) war eine deutsche Ärztin. Als Chefärztin im Idsteiner Kalmenhof von 1939 bis 1944 war sie maßgeblich an den NS-Krankenmorden beteiligt. In der Fachliteratur wird sie fast ausschließlich Mathilde Weber genannt.

## Leben
Sie wuchs in einem streng katholischen Elternhaus in Dinslaken am Niederrhein auf. Ihr Vater war Reichsbahnbeamter. Sie besuchte die höhere Töchterschule in Dinslaken, wechselte später an die Klosterschule der Dominikanerinnen in Euskirchen.
1931 machte sie ihr Abitur mit mäßigen Noten und begann das Medizinstudium an der Bonner Universität. Dieses beendete sie 1938 mit der Auszeichnung „genügend“. Nach dem vorgeschriebenen praktischen Jahr an der Bonner Universitätsklinik und einem halben Jahr Arbeitssuche kam sie am 28. Juni 1939 als Assistenzärztin an den Kalmenhof.
Zunächst durfte sie hier nur administrative Tätigkeiten durchführen. Der Chefarzt (ab 1. August 1938 Hans Bodo Gorgaß) hatte ihr die Behandlung von Patienten aufgrund mangelhafter Qualifikation untersagt. Als dieser allerdings im Dezember 1939 zur Wehrmacht eingezogen wurde, übernahm sie an seiner Stelle die medizinische Leitung und verwendete fortan einen Doktortitel, den sie faktisch allerdings nicht erworben hatte.
1939 stieg die Zahl der Todesfälle am Kalmenhof rapide an. Waren bis zu diesem Jahr Todesfälle seltene Ausnahmen, wurden sie nun zur Regel.
Am 10. Mai 1944 schied sie wegen einer Tuberkuloseerkrankung aus. Ihr folgte als Arzt Hermann Wesse bis Kriegsende, wobei sie ihn urlaubsbedingt im Dezember 1944 und Januar 1945 nochmals vertrat.
Am 30. Januar 1947 wurde Mathilde Weber von der 4. Strafkammer des Landgerichts Frankfurt „wegen Mordes in einer unbekannten Anzahl von Fällen“ zum Tode verurteilt. Tatort: der Kalmenhof in Idstein. Im zweiten Prozess 1949 wurde daraus „Beihilfe zum Mord in einer unbekannten Anzahl von Fällen“, diesmal mit drei Jahren und sechs Monaten Zuchthaus bestraft. Die Haftdauer wurde, unter anderem aufgrund einer Unterschriftenaktion sowie durch die Unterstützung des Idsteiner Magistrats, reduziert: Nachdem zwei Drittel der Strafe verbüßt waren, wurde ihr im Rahmen eines Gnadenerlasses die Reststrafe erlassen.
Sie heiratete ihren Schwager, den KZ-Arzt und Sturmbannführer Julius Muthig. Zunächst hatte sie von 1954 an als Sprechstundenhilfe bei ihm gearbeitet.
1960 beantragte sie angeblich mit Erfolg die kassenärztliche Zulassung und praktizierte von da an wieder. Sie lebte bis 1994 weitgehend unbehelligt in Idstein im nahen Umfeld zum Kalmenhof und zog danach nach Neuhäusel um.